# Para adoloridos
Para Adoloridos es el título de un álbum de estudio grabado por la banda mexicana Los Tigres del Norte. Fue lanzado al mercado por Fonovisa en 1990.

## Lista de canciones
| N.º   | Título                     | Duración |  |
| 1.    | «Corazón Usado»            | 2:54     |  |
| 2.    | «Gema»                     | 2:46     |  |
| 3.    | «Ya Te Velé»               | 2:57     |  |
| 4.    | «Loca»                     | 2:42     |  |
| 5.    | «Por el Amor de Una Mujer» | 4:01     |  |
| 6.    | «Un Sueño de Tantos»       | 2:47     |  |
| 7.    | «Sigamos Pecando»          | 2:58     |  |
| 8.    | «El Veredicto»             | 3:45     |  |
| 9.    | «Te Odio y Te Quiero»      | 3:10     |  |
| 10.   | «Así Naciste»              | 4:17     |  |
| 11.   | «Quisiera»                 | 3:29     |  |
| 12.   | «Te Vengo a Decir Adiós»   | 2:25     |  |
| 38:05 |                            |          |  |

(fuente)

## Personal
- Hernán Hernández — integrante de la banda
- Jorge Hernández — integrante de la banda
- Eduardo Hernández - integrante de la banda
- Raúl Hernández — integrante de la banda
- Oscar Lara — integrante de la banda

- Adolfo Blanco — Diseño, Logo
- James Dean — Ingeniero
- Enrique Franco — Arreglista, Dirección de Arte, Director, Productor
- Los Tigres del Norte — Arregista, Productor
- Nadine Markova — fotografía
- Erin Flanagan — guardarropa
- Bill Hernández — guardarropa

## Posición en las listas
| Lista (1990)                  | Posición position |
| ----------------------------- | ----------------- |
| US Billboard Top Latin Albums | 5                 |